# 山達基世界企業協會
山達基世界企業協會（英文縮寫為WISE）是一個山達基教會組織，總部位於美國加州洛杉磯。它聲稱自己是一個「國際會員組織，其成員既使用L·羅恩·賀伯特（新興宗教山達基教的創始人）的管理技術，又接受WISE會員的責任和道德標準」。
賀伯特管理學院作爲山達基世界企業協會的培訓地點，負責對該協會企業的雇員進行山達基管理技術培訓，其中包括山達基教的實踐和專業宗教術語。雇員因雇主帶來的宗教學習壓力引起了很多法律糾紛。

## 組織
- WISE总部位于加利福尼亚州洛杉矶好莱坞大道6331号的担保大厦。WISE的高管属于山達基教會核心的海洋機構成員。
- “賀伯特管理學院”是協會的培訓地點。
- WISE的各地區辦事處位于當地的山達基教會，負責協調各個地方“憲章委員會”（Charter Committee）的工作。
- 當地資深會員組成的“憲章委員會”會為在地的WISE會員提供商業指導並調解之間的糾紛。山達基人之間的糾紛若是透過民事法庭解決則在山達基教義中是重罪。
- 賀伯特管理顧問公司（Hubbard Management Consultants）是WISE會員公司，經授權銷售基於「賀伯特管理技術」（Admin Tech）的服務、研討會、培訓和課程，並鼓勵其客戶成為WISE會員。公司同時鼓勵顧問師參加“WISE顧問師的擴展遊戲”，並每週對顧問師進行排名[3]。WISE顧問公司包括MasterTech Computer Products、Sterling Management Systems、Survival Strategies Inc.、Management Success和David Singer Enterprises等公司。

## 會員資格
加入WISE則意味著會員公司的所有者已經接受了賀伯特的管理理念，例如透過“統計曲線”和“組織董事會”（Org board）進行管理，並同意遵守山達基的“品格守則”（Code of Ethics），其中包括由WISE調解員仲裁與其他WISE成員之間的任何爭議。這是基本的公司會員資格。
如果公司也想使用WISE的材料對其員工進行賀伯特管理技術培訓，那麼他們就需要向WISE支付預先確定的金額，成為更高級別的會員。 一些員工和潛在員工反對這種正式培訓，認為這也是山達基教的一部分，有些人已提起歧視訴訟，結果好壞參半。
WISE 成員包括 e-Republic，它出版《政府技術》（Government Technology）和《融合》（Converge）雜誌，並負責協調“數位政府中心”（Center for Digital Government）。其他附屬公司包括各種「替代醫療」中心，其中包括由 Grace Syn 博士擁有和經營的位於加州雷東多海灘的「自然健康中心」（The Natural Health Centre）。 WISE ANZO 會員包括總部位於澳洲雪梨的Gallop Solutions。

## 訴訟
許多使用WISE管理技術的公司員工因反對該材料而提起了民事訴訟和宗教歧視案件，但結果好壞參半。
- 1992年，牙醫林恩·V·貝茨（Lyn V. Bates）的兩名前助理在美國俄亥俄州坎頓提起訴訟，聲稱他們「在違背自己意願的情況下，不斷地遭到被告的宗教招募、傳教和洗腦，試圖熱切地將他們轉變為山達基邪教徒[5]。」
- 1994年，美國路易斯安那州巴吞魯日的古多（Christina M. Goudeau）對Landmark Dental Care 提起訴訟。古多報告說，她被解僱是因為她本被期望加入山達基教會並在辦公室使用山達基教的實踐和專業術語[2]。
- 1998年，牙醫羅傑·N·卡爾斯滕（Roger N. Carlsten）被前僱員蘇珊·摩根（Susan Morgan）起訴，指控其在工作場所有宗教歧視。她在法庭上聲稱，她因拒絕參加山達基教管理技術“統計”課程而被解僱。然而，羅德島州高等法院的陪審團駁回了這名牙醫的指控[6]。
- 2002年，美國平等就業機會委員會代表德州哈林根牙醫胡安·比利亞雷亞爾和哈林根家庭牙科診所的前員工提起訴訟，因為他們拒絕參加山達基培訓課程[7]。
- 2003年，俄亥俄州奧羅拉牙醫 C. Aydin Cabi 的三名前員工在法庭上聲稱，Cabi 醫生因他們拒絕參加 Sterling Management 的山達基研討會而解雇了他們[8]。
- 2005年，牙醫Daniel Stewart 和他開設於馬裡蘭州巴爾的摩的 Smile Savers Dentistry 被前員工 Tammy Bright 起訴。她指責她的雇主未能使她的宗教信仰適應山達基教，因此存在宗教歧視。Stewart 的律師德沃拉·林德曼本人也是山達基教徒，他否認了這些指控，並表示布萊特因「表現不佳」而被解僱[9]。
- 2006年，平等就業機會委員會代表牙醫前台接待員傑西卡·烏雷茨基（Jessica Uretsky）對其原雇主，德克薩斯州普萊諾市的牙醫K·邁克·多塞特（K. Mike Dossett），提起聯邦訴訟。該訴訟稱，烏列茨基被迫在業餘時間召開的強制性會議上學習山達基教，並被告知「透過專注於讓手機響起來，來增加業務」[10]。
- 2008年，WISE會員公司Diskeeper的兩名前員工因拒絕參加山達基培訓課程而被解僱，其後起訴該公司[11]。
- 2009年，一名前牙科助理在被迫參加山達基會議的後，向俄勒岡州勞工和工業局舉報一名牙醫存在宗教歧視。2012年，該牙醫支付了近34萬8000美元以了結指控[12]。

## 賀伯特管理學院

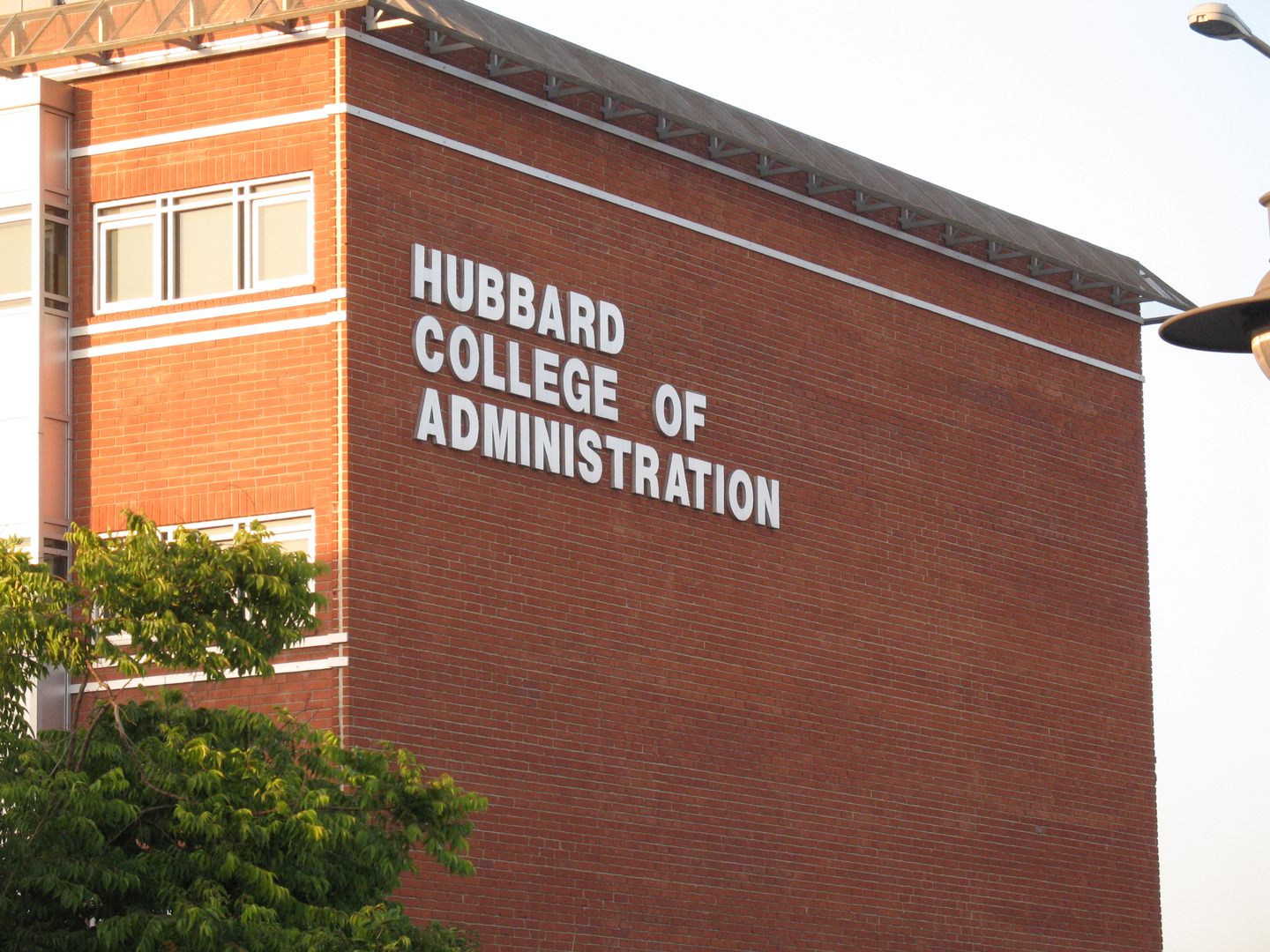
洛杉磯賀伯特管理學院

賀伯特管理學院（Hubbard College of Administration，縮寫為HCA）由山達基世界企業協會（WISE）于1990年成立，并于1991年開始運營:392-3 : 392-3 。其前稱為“WISE學院”（WISE College），是WISE的子公司。它的總部位于美國加州洛杉磯北佛蒙特大道 320 號，教會於2000年以157萬美元收購了該建築，並於2001年進行了翻新 :8 : 8 。1993年，山達基與美國國稅局達成的一項談判協議獲得了免稅資格，包括該學院在內的美國 153 家「山達基相關實體」根據該協議擁有免稅資格:150168 : 150168 。
該學院負責管理WISE的證書項目，並提供繼續教育課程、研討會、企業研討會以及管理和行政專科副學士學位的課程。它教授L·羅恩·賀伯特為山達基教會開發的商業管理方法和“學習技術”。學生不需要根據傳統的學期上課，而是可以在一年中的任何時間開始上課，并且可選全日制或是非全日制。賀伯特管理學院發表的報告稱，在2022年有多達18名學生入學。
賀伯特管理學院在美國獲得了私人機構“繼續教育和培訓認證委員會”（Accrediting Council for Continuing Education and Training）的認證作爲一所學校。該學院的學生沒有資格享受美國聯邦或州級別的財政援助計劃，學院本身也未參與任何學生資助計劃:6，如美國聯邦學生助學金（FSA）、退伍軍人經濟援助教育計劃或加州助學金計劃（Cal Grant）。
賀伯特管理學院在2003年來到台灣台北並開設了該學院在“亞洲的第一學院”，公司實體為“賀伯特行政管理教育基金會”。目前在台中和高雄設有分院“賀伯特管理顧問有限公司”。